# Азола каролінська
Азола кристата, Москитоферн каролінський, Азола каролінська або водяний оксамит, є різновидом Азола, родом з Америки, у східній частині Північної Америки від південного Онтаріо на південь та від східного узбережжя на захід до Вісконсіна та Техасу, а також у Карибському басейні, у Центральній і Південній Америці від південно-східної Мексики (Чіапас) на південь до північної Аргентини та Уругваю.
Це прісноводна водна папороть з лусковидними листям 5–10 мм завдовжки, від зеленого до червонуватого, найчастіше червонуватого при сильному освітленні та взимку. Вони покриті крихітними виступами, які називаються трихомами, які надають їм вигляд оксамиту. Він здатний фіксувати азот із повітря за допомогою симбіотичних ціанобактерій. Витримує зимову температуру води до 5 °C (41 градус за Фаренгейтом), з оптимальним літнім зростанням між 25–30 °C. (77-86 градусів за Фаренгейтом).
|  |  |

## Ідентифікація
Єдиний надійний спосіб відрізнити цей вид від Azolla filiculoides — це дослідження трихом на верхніх поверхнях листя. Трихоми — це невеликі виступи, які створюють водонепроникність. Вони одноклітинні в A. filiculoides, але перегородкові (двоклітинні) в A. кристати .

## Назва
Цей вид здавна відомий під назвою Азола каролінська. Однак дослідження Evrard & Van Hove виявило, що типовий екземпляр А. каролінської насправді складається з рослин Azolla filiculoides, і тому назва каролінська завжди неправильно застосовувалася до цього виду. 

## Вирощування та використання
Азола кристата має комерційне значення для вирощування в південній та східній Азії як біодобриво, яке цінується за його азотфіксуючу здатність, що приносить користь таким культурам, як рис, коли папороть вирощується під нею, і зменшує потребу в додаванні штучних добрив. Густий килимок листя (до 4 см завтовшки) також пригнічує ріст бур'янів. Зібрані листя також використовуються як корм для риби та птиці. Він також часто використовується як плаваюча рослина як у холодноводних, так і в тропічних акваріумах, а також у відкритих водоймах; розмножується поділом.